# 그랜드 테프트 오토: 바이스 시티 스토리즈
《그랜드 테프트 오토: 바이스 시티 스토리즈》(영어: Grand Theft Auto : Vice City Stories)는 락스타 노스가 개발한 그랜드 테프트 오토 시리즈 중 하나이다. PSP로 2006년 10월 30일에 걸쳐 2006년 11월 10일에 전 세계에 발매가 되었고 PS2로 2007년 5월에 발매되었다.

## 스토리
바이스 시티 스토리즈는 마이애미를 배경으로 한 바이스 시티의 1984년을 배경으로 한다. 게임의 시작은 미군에 있던 도미니카계 흑인과 백인 사이의 혼혈아 빅터 밴스가 군대 상관이자 그를 갱들과 부딪히게 한 마티를 죽이고 그의 비즈니스를 가져간다. 빅터는 동생 랜스와 같이 동업을 시작하며 여러 인물을 도우며 막내동생 피터의 천식을 치료할 돈을 얻었다. 하지만, 그랜드 테프트 오토 : 바이스 시티에도 언급되듯이 빅터는 갱의 보스인 리카르도의 부하에게 살해되며 랜스는 리카르도에게 복수를 한 뒤 바이스 시티의 메인 캐릭터 토미 버세티에게 살해되는 것으로 빅터와 렌스의 사업과 그들의 부하는 해체된다.

## 평가
| Grand Theft Auto: Vice City Stories |                           |
| --- | ------------------------- |
| 통합 점수 통합사 점수 메타크리틱 (PSP) 86/100 (PS2) 75/100 [ 1 ] 평론 점수 평론사 점수 1UP.com A [ 2 ] 유로게이머 8.0/10 [ 3 ] G4 4/5 게임 인포머 8.5/10 게임스팟 8.4/10 [ 4 ] IGN 9.0/10 PSM3 91/100 |                           |
| 통합 점수 |                           |
| 통합사 | 점수                      |
| 메타크리틱 | (PSP) 86/100 (PS2) 75/100 |
| 평론 점수 |                           |
| 평론사 | 점수                      |
| 1UP.com | A                         |
| 유로게이머 | 8.0/10                    |
| G4 | 4/5                       |
| 게임 인포머 | 8.5/10                    |
| 게임스팟 | 8.4/10                    |
| IGN | 9.0/10                    |
| PSM3 | 91/100                    |